# Trofeo Federale 1986
Il Trofeo Federale 1986 è stato la 1ª edizione di tale competizione. La Fiorita si è aggiudicata il titolo grazie ad un successo per 2-0 in finale.

## Risultati
- Semifinali

A)  Faetano -  Tre Fiori ? - ?
B)  La Fiorita -  San Giovanni ? - ?
- Finale:

C)   La Fiorita -  Faetano 2 - 0